# Doverlândia
Doverlândia este un oraș în Goiás (GO), Brazilia.